# Подушко Зиновій Григорович
Зиновій Григорович Подушко (29 жовтня (10 листопада) 1887, село Очеретине, Ізюмський повіт, Харківська губернія, тепер Краматорський район, Донецька область — 3 березня 1963, м. Лодзь, Польща) — український художник, сценограф, офіцер культурно-освітнього відділу Генерального штабу Армії УНР.

## Біографія
Подушко навчався в залізничному училищі та реальній школі в Катеринославі. У 1906–1911 роках навчався в Київському художньому училищі під керівництвом Олександра Мурашка та Іллі Рєпіна. У 1911–1918 роках продовжував навчання в Імператорській академії мистецтв у Петербурзі під керівництвом Яна Ціонглінського та Миколи Дубовського. Під час навчання брав участь у виставках передвижників. У цей період був членом «Товариства художників», а також належав до Товариства імені Архипа Куїнджі.
У червні 1919 року перебуваючи в Кам'янці-Подільському очолив мистецько-гравірувальний відділ при Експедиції заготовок державних паперів. Як офіцер Культурно-освітнього відділу Генерального штабу Армії УНР був інтернований у Ланьцуті. У 1921 році оселився в Лодзі, де працював техніком-рисувальником у міському управлінні до 1939 року, а також викладав малювання в Державній текстильній школі та Міській школі графіки. Одночасно у 1926–1935 роках був сценографом у Театрі ім. Стефана Ярача в Лодзі. Співпрацював із журналом «Форма», що його редагували Кароль Гіллер і Стефан Вегнер.
Під час Другої світової війни через складні матеріальні умови та хворобу Подушко втратив значну частину свого художнього доробку і припинив творчість. Після війни відновив малювання і працював у Міській урбаністичній майстерні Лодзі. У цей період відвідував Судети і Бескид Сілезький для лікування, що дозволило йому створити цикл картин під назвою «Сілезький пейзаж», які були відтворені на листівках, виданих видавництвом «Poziom».
Був співзасновником і членом правління Спілки польських художників, входив до груп «Старт» і «Заохота» (з 1957 року).
Його картини знаходяться в колекціях Галереї Петра Узнанського в Лодзі, Краєзнавчому музеї в Серадзі, Міському музеї історії та мистецтва Лодзі, Міністерстві культури та національної спадщини Польщі, Музеї в Торуні, Львівській національній галереї мистецтв, Хмельницькому обласному художньому музеї та інших музеях Польщі, України та Росії.

## Приватне життя
Подушко був сином залізничного токаря Григорія Подушка і його дружини Євфросини. Його дружина — Зінаїда, уроджена Кібардіна.
Зеновій Подушко похований на православному кладовищі на Долах у Лодзі.

## Творчість
Подушко писав переважно пейзажі, серед яких переважали зображення Волині, Поділля, а також Лодзі та її околиць, Сілезії. Він працював олією і аквареллю – використовував декоративні кольорові плями й спрощені натуралістичні мотиви. Його художній доробок налічує понад 1000 робіт. Серед найвідоміших його робіт — цикли «Степ», «Додому», «Захід сонця», «На пасовищі», «Чумацький табір», «Хутір», «Степове село», «Захід сонця», «Старий млин», «Над Дніпром».

## Сценографія
- «Отелло майбутнього»,
- «Чоловік з двома дружинами»,
- «Дивак»[5],
- «Квадратура кола»,
- «Моя мила, дурна мама»,
- «В маленькому дворі»[3],
- «Щодня о п'ятій» (1926),
- «Панна Флют» (1927),
- «Страхування вірності» (1928)[15].

## Нагороди
- Бронзова медаль Товариства Заохоти образотворчих мистецтв за картину «Вечір — містечко на околиці» (1930),
- Золотий Хрест Заслуги (1954),
- Почесна відзнака міста Лодзь[pl] (1957),
- Премія в галузі образотворчого мистецтва Лодзинського воєводства, присуджена Президією Воєводської народної ради в Лодзі (1963)[5].